# The Mystery Girl
The Mystery Girl è un film muto del 1918 diretto da William C. de Mille. La sceneggiatura di Marion Fairfax si basa sull'omonimo romanzo di George Barr McCutcheon pubblicato a New York nel 1917. Prodotto dalla Famous Players-Lasky Corporation, aveva come interpreti Ethel Clayton, Henry Woodward,  Clarence Burton, Charles West, Winter Hall, Mayme Kelso.

## Trama
Durante la prima guerra mondiale, la Lurania è invasa dai tedeschi. Sebastian, principe della piccola nazione, riesce a fuggire e a nascondersi. Sua nipote Teresa, che è autista di ambulanza sul fronte francese con il nome in codice "477", riceve un suo messaggio che le chiede di portare alle Spanish Falls, nel Maine, i gioielli della corona.
Il messaggio è intercettato da Chester Naismith, un famoso ladro. Per impadronirsi dei preziosi, Naismith si accorda con il principe Ugo, pretendente al trono di Lurania. I due dovranno agire di concerto: il ladro otterrà i gioielli, Ugo la contessa Teresa.
Sul piroscafo che la porta in America, Teresa incontra il capitano Thomas Barnes, rimpatriato per riprendersi da un problema cardiaco. L'ufficiale si innamora del conducente 477 e segue la ragazza nel Maine. Lì, tradita da Ugo, Teresa viene derubata ma Barnes riesce a riprendere i gioielli. Anche Ugo, che ha tentato di rapire la contessa, viene arrestato. Barnes e Teresa, dopo essersi sposati, ritornano in Francia per continuare a servire nell'esercito.

## Produzione
Il film fu prodotto dalla Famous Players-Lasky Corporation

## Distribuzione
Il copyright del film, richiesto dalla Famous Players-Lasky Corp., fu registrato il 4 novembre 1918 con il numero LP13025.
Distribuito negli Stati Uniti dalla Paramount Pictures e dalla Famous Players-Lasky Corporation, il film - presentato da Jesse L. Lasky - uscì nelle sale cinematografiche il 22 dicembre 1918.
Non si conoscono copie ancora esistenti della pellicola che viene considerata presumibilmente perduta.